# Грок (слово)
Грок (англ. grok, /ˈɡrɒk/) — неологизм, придуманный американским писателем Робертом А. Хайнлайном для его научно-фантастического романа 1961 года «Чужак в чужой стране». Если в Оксфордском словаре английского языка значение слова grok описывается как «понимать интуитивно или с помощью эмпатии, устанавливать взаимопонимание» и «сопереживать или сочувственно общаться (с); также испытывать удовольствие» то у Хайнлайна это понятие гораздо более тонкое, и критик Иштван Чиксери-Ронай-младший заметил, что «основную тему книги можно рассматривать как более широкое определение этого термина». В первые годы после выхода книги концепция grok подверглась серьёзному критическому анализу. Термин и аспекты лежащей в его основе концепции стали частью таких сообществ, как информатика.

## Описания в романе «Чужак в чужой стране»
Критик Дэвид Э. Райт-старший отмечает, что в «неурезанном» издании «Чужака» 1991 года слово грок впервые было использовано без явного определения на странице 22 и продолжало использоваться без явного определения до страницы 253 (выделение в оригинале). Он отмечает, что это первое интенсиональное определение — просто «пить», но это всего лишь метафора, «подобно тому как английское „I see“ часто означает то же самое, что и „I understand“». Критики восполнили отсутствие явного определения, приведя отрывки из «Чужака», иллюстрирующие этот термин. Ниже приводится подборка этих отрывков:
Грок, конечно, означает «понимать», но доктор Махмуд, которого можно назвать ведущим терранским экспертом по марсианам, объясняет, что он также означает «пить» и сотню других английских слов, слов, которые мы считаем противоположными понятиями. Слово грок означает всё это. Оно означает «страх», оно означает «любовь», оно означает «ненависть» — настоящую ненависть, потому что, согласно марсианской «карте», вы не можете ничего ненавидеть, пока не вникнете в грок, не поймёте его настолько глубоко, что сольётесь с ним, а он сольётся с вами, — тогда вы сможете его ненавидеть. Ненавидя себя. Но это подразумевает, что вы тоже любите его, дорожите им и не хотели бы иметь его иначе. Тогда вы можете ненавидеть — и (я думаю) марсианская ненависть — это настолько чёрная эмоция, что ближайший человеческий эквивалент можно назвать лишь лёгким отвращением.
Грок означает «одинаково равный». Человеческое клише «Мне это больнее, чем тебе» имеет ярко выраженный марсианский привкус. Марсианин, похоже, инстинктивно знает то, что мы с болью усвоили из современной физики: наблюдатель действует с наблюдаемым в процессе наблюдения. Грок означает понимать настолько глубоко, что наблюдатель становится частью наблюдаемого — сливаться, смешиваться, переплетаться, терять идентичность в групповом опыте. Это означает почти всё, что мы понимаем под религией, философией и наукой, и так же мало значит для нас, как цвет для слепого.
Марсианская раса столкнулась с жителями пятой планеты, полностью грокнула их и приняла меры; остались лишь астероидные руины, но марсиане продолжали восхвалять и лелеять уничтоженный ими народ.
Все, что грок, — это Бог.

## Заимствование и современное использование

### В культуре программистов
Употребление слова в десятилетия после 1960-х годов больше сосредоточено в компьютерной культуре, например, обозреватель InfoWorld в 1984 году представлял себе компьютер, говорящий: «Нет никакого программного обеспечения! Только различные внутренние состояния аппаратуры. Это всё аппаратное обеспечение! Жаль, что программисты не грокают этого лучше».

Книга The Jargon File, которая называет себя «Hacker’s Dictionary» и трижды издавалась под этим названием, рассматривает грок в контексте программирования:
Когда вы заявляете, что «грок» — это знание или техника, вы утверждаете, что не просто выучили их отстранённым инструментальным способом, а что они стали частью вас, частью вашей личности. Например, сказать, что вы «знаете» Лисп, значит просто утверждать, что при необходимости вы можете на нем писать, а сказать, что вы грокаете Лисп, значит утверждать, что вы глубоко прониклись мировоззрением и духом этого языка, и подразумевать, что это изменило ваше представление о программировании. Напротив, дзен — это аналогичное сверхъестественное понимание, переживаемое как одна короткая вспышка.
Один из самых мощных фильтров синтаксического анализа, используемый в компоненте logstash программы ElasticSearch, называется грок.
Справочное пособие Кери Банкса по использованию программы GNU Image Manipulation Program называется «Grokking the GIMP».
Распространенным инструментом, используемым для облачной разработки, стал инструмент под названием ngrok, сокращение от network grok. Это утилита, которая создаёт защищенный туннель на локальной машине, а также публичный URL для доступа к этой машине.

### В контркультуре
Том Вулф в книге The Electric Kool-Aid Acid Test (1968) описывает мысли персонажа во время кислотного трипа: «Он смотрит вниз, на две голые ноги, поднимающийся к нему торс, и он словно впервые замечает их… он никогда раньше не видел этой плоти, этого незнакомца. Он грокает это…»
В контркультурном руководстве по ремонту Volkswagen, How to Keep Your Volkswagen Alive: A Manual of Step-by-Step Procedures for the Compleat Idiot" (1969), бросивший учёбу аэрокосмический инженер Джон Мьюир советует потенциальным покупателям подержанных VW «грокнуть машину» перед покупкой.
Это слово неоднократно использовал Роберт Антон Уилсон в своих произведениях «Иллюминатус!» и «Кот Шредингера».